# Геоботанічне картографування
Геоботанічне картографування (фр. cartographie geobotanique, англ. mapping of vegetation) - складання геоботанічних карт рослинності різного масштабу. Для Г.к. у знімальних масштабах (від 1 : 5000 до 1 : 1000 000) здійснюють польові дослідження (рекогносцировка, геоботанічна зйомка, лінійна таксація, геоботанічна профілізація, метод "ключів"). Карти дрібнішого масштабу (від 1 : 1 500 000 до 1 : 4 000 000) складаються за даними літератури. Г.к. успішно розвивалося в колишньому СРСР – Є. М. Лавренко, В. Б. Сочава та ін. rg) та ін., Франції - Госсен (Gaussen), Рей (Rey), Амберже (Emberger) та ін., ФРН - Тюксен (Tuxen) та ін. і у ряді інших країн. Головним досягненням радянської картографічної геоботаніки є публікація в 1950 р. карти рослинності СРСР в масштабі 1 : 4 000 000.
Найбільш відповідальною і складною частиною Г.к. є складання легенди до геоботанічної карти, тобто короткого опису рослинності тих типів територій, які нанесені на карту.
Останніми роками для підвищення інформативності карт як номерів легенди широко використовуються не синтаксони (асоціації, класи, формації і т.д.), а їх закономірні поєднання, пов'язані єдністю ландшафту, - ценохори. Складним питанням Г.к. є підбір колірної шкали і системи різного роду штрихувань і спрощень (геоботанічна генералізація) для полегшення читаності карти.